# Dan Wesson M1911 ACP
Dan Wesson M1911 ACP-Pistolen sind eine Modellreihe von Faustfeuerwaffen, die von Dan Wesson Firearms in Norwich (New York, USA) entwickelt und produziert werden. Die Bezeichnung der Selbstladepistolen basiert auf dem Ausgangsmodell, dem „Colt M1911“, und seinem ursprünglichen Kaliber „.45 ACP“. Dan Wesson Firearms ist heute eine Tochtergesellschaft der ČZ-Gruppe, deren Vertrieb und Service seit dem Jahr 2005 von ČZ-USA übernommen wird.
Die Pistolen (kurz DW 1911) selbst zählen zu den halbautomatischen Rückstoßladern mit dem nach seinem Erfinder benannten Browning-System. In Deutschland gibt es nur wenige dieser Pistolen. Sie sind in den USA wegen ihrer Präzision bekannt und gefragt. Obwohl die Waffen in Europa nicht erhältlich sind, gibt es einige Pistolen, die von ihren Eigentümern selbst aus den USA importiert wurden.

## Entwicklungsgeschichte und Verwendungsgebiete
Die Pistole M1911 wurde ursprünglich von der Firma Colt im Auftrag des US-Verteidigungsministeriums entwickelt. Nachdem die Patente abgelaufen waren, wird dieses Pistolenmodell heute von vielen Firmen hergestellt. Die DW 1911 Modelle wurden basierend auf dem Modell M1911 ab etwa 1999 in der Produktion von Norwich herstellt.

Die DW 1911 werden hauptsächlich im amerikanischen Schießsport eingesetzt.

## Dan Wesson M1911 ACP Modellübersicht

### Produktion eingestellt
- Dan Wesson model DW PT – Patriot
- Dan Wesson model DW RZ-10 – Razorback
- Dan Wesson model DW PM-3P – Pointman Minor
- Dan Wesson model DW PM1S – Pointman Major
- Dan Wesson model DW PMA-S – Pointman Aussi
- Dan Wesson model DW PMA-B – Pointman Aussi
- Dan Wesson model DW K03-B – Panther
- Dan Wesson model DW K03-S – Panther

### Produktion aktuell
- Dan Wesson model DW RZ-10 – Razorback
- Dan Wesson model DW Commander Cls Bobtail
- Dan Wesson model DW Pointman Seven
- Dan Wesson model DW Valor[6]

### Nachfolgemodelle
Nach der Übernahme von Dan Wesson Firearms durch ČZ-USA wurde die Produktion der meisten Modelle eingestellt.
Ersatzweise werden nun 1911-Pistolen unter der Bezeichnung ČZ 75 SP-01 in Norwich hergestellt.

## Modellvarianten

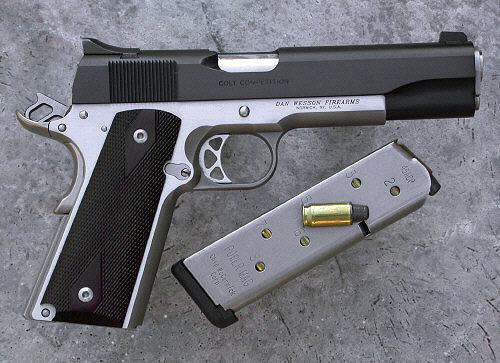
Dan Wesson DW Patriot Expert (PT E 45)
im Kaliber .45 ACP mit Wechselmagazin
und einstellbarer Visierung.

Zusätzlich gibt es für die Modelle verschiedene Ausstattungsvarianten. Nachfolgende Liste zeigt die möglichen Ausstattungen.
| Abkürzung Modellbezeichnungen - PT = Patriot - RZ = Razorback - PM = Pointman - K03 = Panther Zusatzbezeichnungen - E = Expert = Visier einstellbar - M = Marksman = Visier fest - DP = Dave Pruitt - G = Guardian - GD = Guardian Duce (2-farbig) - EXP = Experimental - HC = High Capacity - 1 = Major - 2 = Minor 2 - 3 = Minor - 7 = Modell 'Seven' - 9 = 9mm - A = Aussie - C = Commander - CBOB = Commander Bobtail - CCO = Commander COncealed - XS = Modell XS (ähnlich wie Modell 'Panther'; häufig in der Variante 'XSS’ = stainless) Bezeichnungsergänzungen - S = Stainless - B = Blue / brüniert - C = Checkered Frontstrap - FS = Fixed Sights / feste Visierung - AS = Adjustable Sights / einstellbare Visierung - 10 = 10 mm Auto - 45 = .45 ACP |